# Slade Alive, Vol. 2
Slade Alive, Vol. 2 es el segundo álbum en vivo de la banda de rock británica Slade, publicado el 27 de octubre de 1978.

## Lista de canciones
1. "Get On Up" - 6:02 (Holder/Lea)
2. "Take Me Bak 'Ome" - 4:20 (Holder/Lea)
3. "My Baby Left Me" - 2:41 (Crudup)
4. "Be" - 3:51 (Holder/Lea)
5. "Mama Weer All Crazee Now" - 3:58 (Holder/Lea)
6. "Burning in the Heat of Love" - 3:46 (Holder/Lea)
7. "Everyday" - 3:35 (Holder/Lea)
8. "Gudbuy T'Jane" - 4:59 (Holder/Lea)
9. "One Eyed Jacks With Moustaches" - 3:25 (Holder/Lea)
10. "Cum On Feel the Noize" - 4:21 (Holder/Lea)

## Créditos
- Noddy Holder — voz, guitarra
- Dave Hill — guitarra
- Jim Lea — bajo, voz, piano
- Don Powell — batería